# Marek szerokolistny
Marek szerokolistny (Sium latifolium L.) – gatunek rośliny z rodziny selerowatych. Wieloletnia roślina zielna rosnąca w szuwarach na brzegach wód w Europie i zachodniej Azji.

## Rozmieszczenie geograficzne
Rośnie dziko w Europie (od Hiszpanii i Irlandii na wschód) oraz w Kazachstanie, na Syberii i w zachodnich Chinach. Jako gatunek introdukowany rośnie w Chile. W Polsce pospolity na niżu, rzadki na pogórzu. 

## Morfologia

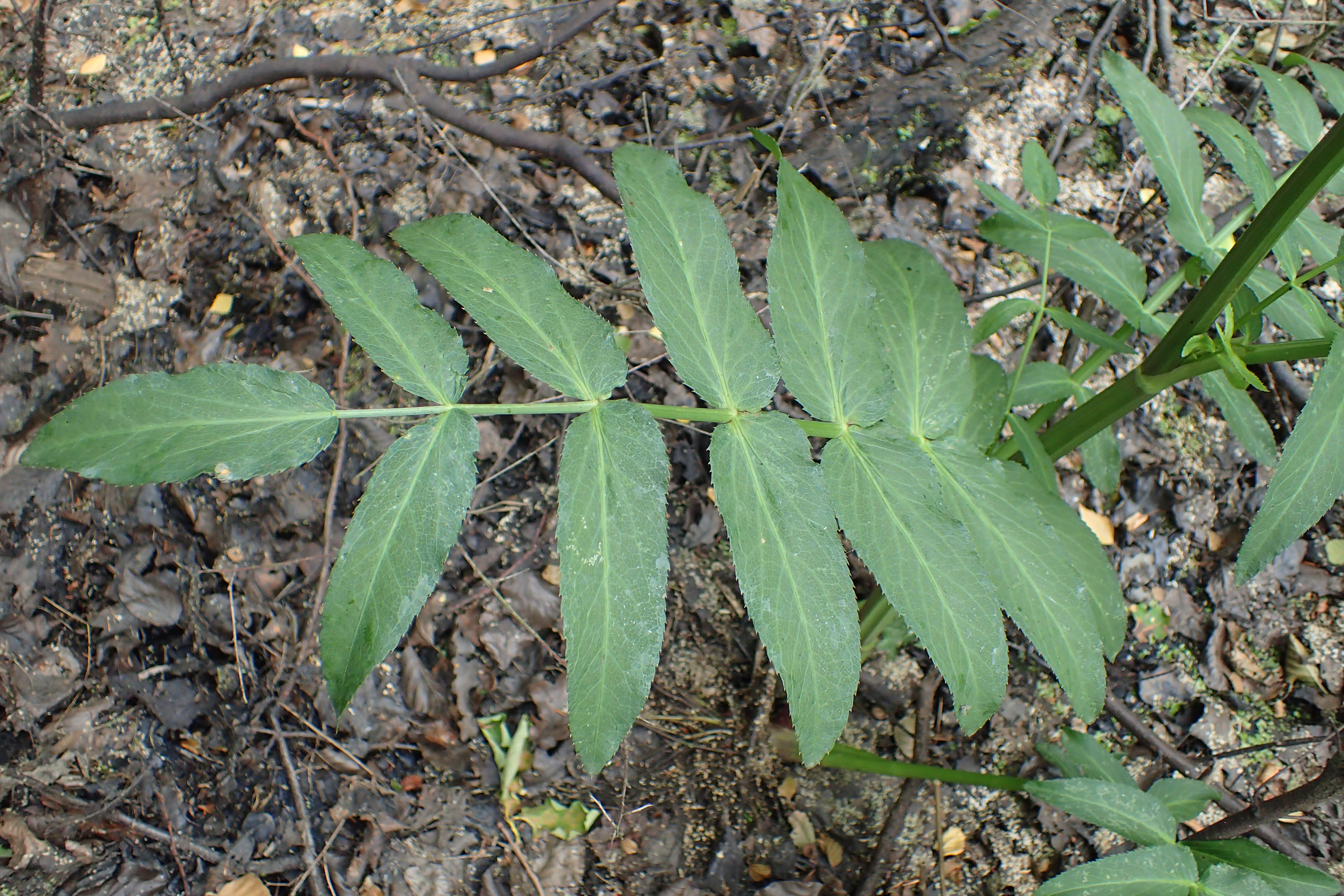
Liść

PokrójNaga roślina zielna osiągająca wysokość od 0,5 m do 1,5 m.
ŁodygaProsto wzniesiona, wewnątrz pusta, kanciasto bruzdowana, gałęzista w górnej części.
LiścieNajniższe, zanurzone w wodzie, są 2–3-krotnie pierzaste o nitkowatych odcinkach. Liście wyżej rozmieszczone na łodydze (powietrzne) są pojedynczo pierzaste, z 4–10 parami lancetowatych i ostro piłkowanych listków o długości 3–6 cm. Długość liści powietrznych dochodzi do 40 cm.
KwiatyZebrane w baldaszki, a te skupione po 10–30 tworzą baldachy złożone na szczycie pędu głównego i jego rozgałęzień. Pokrywy baldachów 5–6-listne, pokrywki baldaszków 5–8-listne. Listki są równowąskie do lancetowatych, obłonione na brzegu. Kielich ma wyraźne, szydlaste ząbki. Płatki korony są białe, okrągłe do eliptycznych, do 1,5 mm długości.
OwoceElipsoidalne rozłupnie o długości do 4 mm i szerokości do 3 mm. Rozłupki mają 5 grubych żeber i po 2–3 smugi między nimi. Ośka jest zrośnięta z owocami.
Gatunki podobnePotocznik wąskolistny Berula erecta różni się obłą i kreskowaną łodygą, baldachami wyrastającymi wzdłuż łodygi naprzeciw liści, listkami podwójnie piłkowanymi, owocami pozbawionymi wystających żeber.
Pęczyna węzłobaldachowa Helosciadium nodiflorum (i inne pęczyny) różnią się korzeniącą się w węzłach łodygą i bardzo drobnymi, niewyraźnymi ząbkami kielicha. Pęczyna węzłobaldachowa wyróżnia się także co najwyżej tylko dwoma listkami pokrywy, biało obrzeżonymi pokrywkami oraz równomiernie karbowanymi brzegami listków.
Marek kucmerka Sium sisarum ma łodygę obłą i tylko prążkowaną oraz bardzo drobne działki kielicha.

## Biologia i ekologia
Bylina, hemikryptofit, hydrofit. Kwitnie w lipcu i sierpniu. 
Gatunek umiarkowanie światłolubny. Rośnie w wodzie lub na mokrej eutroficznej glebie o odczynie od obojętnego do zasadowego. Występuje w szuwarach na brzegach wód i w olszynach bagiennych. W klasyfikacji zbiorowisk roślinnych gatunek charakterystyczny dla klasy (Cl.) Phragmitetea. 
Roślina trująca.